# Мигдаль-Тефен
Мигдаль Тефен (ивр. מגדל תפן‎) — местный промышленный совет в Северном округе Израиля, в 5 км от Маалот-Таршиха и в 15 км от Кармиэля на высоте 700 м над уровнем моря.
Кроме жителей близлежащих городов и посёлка Кфар-Врадим на предприятиях промышленной зоны работают и жители окрестных друзских и арабских деревень.
Промышленная зона организована известным предпринимателем Стефом Вертхаймером. Основные предприятия промзоны принадлежат или принадлежали семейству Вертхаймер (завод «Искар» по производству режущего инструмента, заводы по производству деталей для авиадвигателей «Blades Technology» и «Techjet», литейный завод и др.). В 2006 г. 80 % акций завода «Искар» приобрёл Уоррен Баффет — миллиардер из США, один из богатейших людей мира по версии «Форбс».

Снег в Тефене
Одна из скульптур в промышленном парке Тефен

В промышленном парке Тефен размещены музеи:
- Музей немецкоязычного еврейства
- Музей старых автомобилей
- Музей скульптуры под открытым небом